# Biblioteka i archiwum Kanady
Biblioteka i archiwum Kanady (ang. Library and Archives Canada, fr. Bibliothèque et Archives Canada) – federalna instytucja archiwalna Kanady, łącząca w sobie bibliotekę narodową i archiwum państwowe, której celem jest pozyskiwanie i przechowywanie archiwaliów krajowych. Podlega ona bezpośrednio Ministrowi Dziedzictwa Kanady (ang. Minister Canadian Heritage).

## Historia
Pierwszy centralny system zarządzania archiwaliami powstał w 1872 roku pod nazwą Archiwum Dominium. Był on oddziałem Ministerstwa Rolnictwa. Następnie został przekształcony w Archiwum Publiczne Kanady (1912 rok), a następnie w Archiwum Państwowe w Kanadzie (1987 rok). 
Ustawa o bibliotece narodowej została uchwalona w 1952 roku i weszła w życie 1 stycznia 1953 roku. Biblioteka powstałą na bazie działającego od 1 maja 1950 roku Kanadyjskiego Centrum Bibliograficznego. Działała w budynku archiwum (obecnie Canadian War Museum). W 1956 roku została przeniesiona na trzecie piętro budynku magazynów archiwalnych na Tunney's Pasture. Budynek znajdowała się na obrzeżach Ottawy wśród budynków rządowych. Z  tego powodu niewiele osób korzystało z biblioteki. Budowę nowego budynku rozpoczęto dopiero 1963 roku, a oddano 20 czerwca 1967 roku.
W roku 2004 ustawa z dnia 22 kwietnia połączyła Archiwum Państwowe w Kanadzie z Biblioteką Narodową Kanady, tworząc jeden organizm, Bibliotekę i Archiwum Kanady.

## Cele i struktura
Celem LAC jest zachowanie dokumentalnego dziedzictwa Kanady, bycie źródłem edukacyjnym narodu oraz stworzenie i nadzorowanie sprawnego systemu ewidencji dokumentów. Na czele LAC stoi Bibliotekarz i Archiwista Kanady. Obecnie jest nim Herve Dery, wybrany na to stanowisko 24 maja 2013 roku przez Ministra Dziedzictwa Kanady Jamesa Moore’a. Wcześniej funkcję tę pełnili Daniel Caron (2009−2013) oraz Ian Wilson (2004–2009).

## Kolekcja

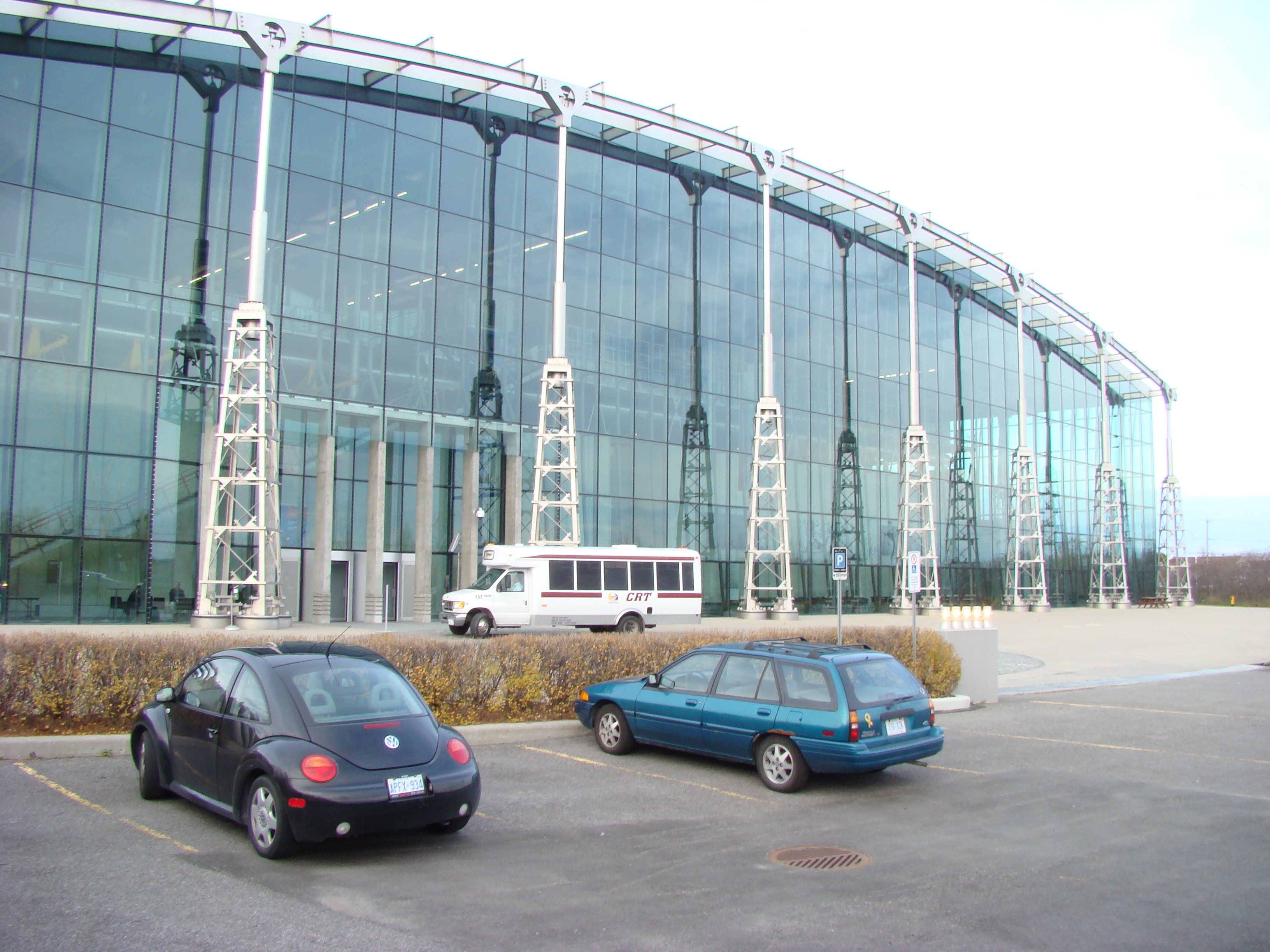
Centrum ochrony Gatineau.

Archiwum to posiada archiwalne zapisy rządu Kanady, wiele prywatnych archiwaliów, około 20 mln książek, ponad 24 mln zdjęć oraz ponad petabajt danych cyfrowych. Niektóre z tych dokumentów są dostępne on-line (zdigitalizowany został tylko 1% do marca 2013 roku).
Kolekcja zawiera m.in.:
- Ustawę o Brytyjskiej Ameryce Północnej, zawierającą poprawki w tekście wprowadzone przez pierwszego premiera Kanady, Sir Johna A. Macdonalda,
- dokument ustawy konstytucyjnej uchwalony przez Parlament Kanady 25 marca 1982 roku i proklamowany przez Elżbietę II 17 kwietnia tego samego roku,
- kopię De antiquitate Judaica: De bello Judaico napisaną przez Józefa Flawiusza, wydrukowaną w 1470 roku (najstarsza książka w archiwum),
- krzesło używane przez pianistę Glenna Goulda.

## Siedziba
Siedziba LAC mieści się w centrum Ottawy, jednak ze względu na wiek budynku oraz jego zbyt małą pojemność większość biur administracyjnych przeniesiono w 1997 roku do oddalonego od Ottawy o 25 km Gatineau. Do kolekcji należy również około 6000 taśm filmowych i negatywów sięgających 1912 roku. Znajdują się one w budynku Komunikacyjnym Centrum Badań Kanady w Shirleys Bay. Na kolejne lata planowane jest otworzenie cyfrowego archiwum, gdyż takowe nie istnieje. Wszystkie dokumenty zdigitalizowane są dostępne na stronie LAC. W czerwcu 2013 roku Minister Dziedzictwa Kanady zapowiedział przyspieszenie programu cyfryzacji archiwów.

## Archiwa prowincjonalne
Główne archiwa prowincjonalne oraz terytorialne znajdują się w: Whitehorse (Jukon), Yellowknife (Terytoria Północno-Zachodnie), Pond Inlet (Nunavut), Victoria (Kolumbia Brytyjska), Edmonton (Alberta), Regina (Saskatchewan), Winnipeg (Manitoba), Toronto (Ontario), Montrealu (Quebec), Fredericton (Nowy Brunszwik), Charlottetown (Wyspa Księcia Edwarda), Halifax (Nowa Szkocja) oraz w St. John’s (Nowa Fundlandia i Labrador).
Ponadto każde z tych archiwów ma podlegające pod nie repozytoria, których liczba sięga w Kanadzie ponad 800. Wlicza się do nich również muzea i biblioteki, ze względu na połączenie w Kanadzie funkcji biblioteki narodowej z archiwum narodowym. Wyjątkiem w tym wszystkim jest archiwum w Pond Inlet, które podlega pod autonomiczny rząd Nunavut. Jednak Kanadyjska Rada Archiwalna ma wgląd w pracę tego archiwum. Dzięki bardziej federacyjnej formie państwa samorządy lokalne poszczególnych terytoriów również mają możliwość kontrolowania tych archiwaliów. Finansowanie ich nie leży w gestii władz centralnych, a właśnie władz lokalnych.